# Bénesville

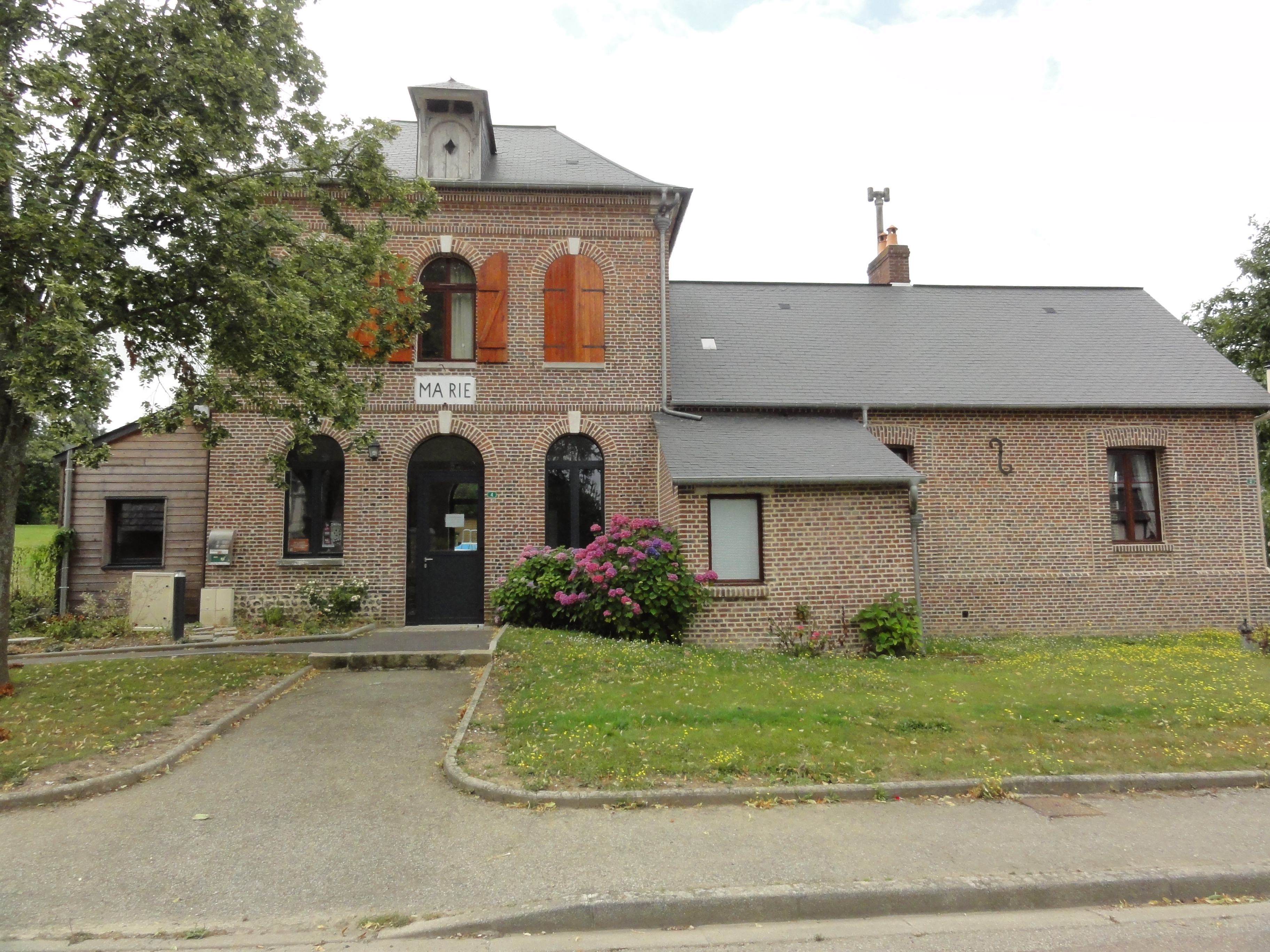
Bénesville (Seine-Mar.)

Bénesville é uma comuna francesa na região administrativa da Normandia, no departamento de Sena Marítimo. Estende-se por uma área de 5,58 km². Em 2010 a comuna tinha 192 habitantes (densidade: 34,4 hab./km²).